# Dumitru Celeadnic
Dumitru Celeadnic (n. 23 aprilie 1992, Cahul, raionul Cahul, Republica Moldova) este un fotbalist moldovean, care joacă pe post de portar la Sheriff Tiraspol în Super Liga. Pe plan internațional, are prezențe la națională pentru Republica Moldova.
A debutat la națională în februarie 2019, într-un meci amical contra Kazahstanului.
Din 2012 până în 2014 a evoluat la FC Speranța Crihana Veche, din 2014 până în 2017 la Dacia Chișinău, ulterior (2017-2019) la FC Petrocub Hîncești și din 2019 la Sheriff.